# Paris-Nice de 1989
A Paris-Nice de 1989, foi a edição número 47 da carreira, que esteve composta de oito etapas e um prólogo disputados do 5 ao 12 março de 1989. Os ciclistas completaram um percurso de 1.111 km com saída em Paris e chegada a Col d'Èze, na França. A carreira foi vencida pelo espanhol Miguel Indurain, que foi acompanhado no pódio pelo irlandês Stephen Roche e o francês Marc Madiot.

## Resultados das etapas
| Etapa                | Data        | Percurso                          | km     | Ganhador           | Líder            |
| -------------------- | ----------- | --------------------------------- | ------ | ------------------ | ---------------- |
| Prólogo              | 5 de março  | Paris (CRI)                       | 5.3 km | Thierry Marie      | Thierry Marie    |
| 1.ª etapa            | 6 de março  | Gien-Moulins                      | 167 km | Etienne de Wilde   | Thierry Marie    |
| 2.ª etapa            | 7 de março  | Moulins-Saint-Étienne             | 207 km | Etienne de Wilde   | Etienne de Wilde |
| 3.ª etapa            | 8 de março  | Vergèze-Vergèze (CRE)             | 58 km  | Toshiba            | Laurent Bezault  |
| 4.ª etapa            | 9 de março  | Vergèze-Mont Faron                | 203 km | Bruno Cornillet    | Marc Madiot      |
| 5.ª etapa            | 10 de março | Toulon-Saint-Tropez               | 178 km | Gérard Rué         | Miguel Indurain  |
| 6.ª etapa            | 11 de março | Saint-Tropez-Mandelieu-la-Napoule | 190 km | Adrie van der Poel | Miguel Indurain  |
| 7.ª etapa 1.º sector | 12 de março | Mandelieu-la-Napoule-Nice         | 101 km | Adriano Baffi      | Miguel Indurain  |
| 7.ª etapa 2.º sector | 12 de março | Nice-Col d'Èze (CRI)              | 10 km  | Stephen Roche      | Miguel Indurain  |

## Etapas

### Prólogo
5-03-1989. Paris, 5.3 km. CRI
|   | Ciclista        | Equipa               | Tempo  |
| - | --------------- | -------------------- | ------ |
| 1 | Thierry Marie   | Super U-Raleigh-Fiat | 6' 47" |
| 2 | Miguel Indurain | Reynolds             | + 1"   |
| 3 | Laurent Fignon  | Super U-Raleigh-Fiat | + 2"   |

### 1.ª etapa
6-03-1989. Gien-Moulins, 167 km.
|   | Ciclista           | Equipa                           | Tempo      |
| - | ------------------ | -------------------------------- | ---------- |
| 1 | Etienne de Wilde   | Histor-Sigma                     | 4h 24' 08" |
| 2 | Eddy Planckaert    | ADR-W-Cup-Bottecchia-Coors Light | m. t.      |
| 3 | Adrie van der Poel | Domex-Weinmann                   | m. t.      |

### 2.ª etapa
7-03-1989. Moulins-Saint-Étienne 207 km.
|   | Ciclista         | Equipa       | Tempo      |
| - | ---------------- | ------------ | ---------- |
| 1 | Etienne de Wilde | Histor-Sigma | 5h 40' 26" |
| 2 | Adriano Baffi    | Ariostea     | m. t.      |
| 3 | Andreas Kappes   | Toshiba      | m. t.      |

### 3.ª etapa
8-03-1989. Vergèze-Vergèze 58 km. (CRE)
|   | Equipa            | Tempo      |
| - | ----------------- | ---------- |
| 1 | Toshiba           | 1h 13' 43" |
| 2 | Ariostea          | + 41"      |
| 3 | Panasonic-Isostar | + 1' 07"   |

### 4.ª etapa
9-03-1989. Vergèze-Mont Faron, 203 km.
|   | Ciclista        | Equipa       | Tempo      |
| - | --------------- | ------------ | ---------- |
| 1 | Bruno Cornillet | Z-Peugeot    | 5h 21' 04" |
| 2 | Miguel Indurain | Reynolds     | m. t.      |
| 3 | Luc Roosen      | Histor-Sigma | + 9"       |

### 5.ª etapa
10-03-1989. Toulon-Saint-Tropez, 178 km.
|   | Ciclista         | Equipa               | Tempo      |
| - | ---------------- | -------------------- | ---------- |
| 1 | Gérard Rué       | Super U-Raleigh-Fiat | 4h 20' 53" |
| 2 | Miguel Indurain  | Reynolds             | + 1"       |
| 3 | Etienne de Wilde | Histor-Sigma         | + 1' 03"   |

### 6.ª etapa
11-03-1989. Saint-Tropez-Mandelieu-la-Napoule, 190 km.
|   | Ciclista            | Equipa               | Tempo      |
| - | ------------------- | -------------------- | ---------- |
| 1 | Adrie van der Poel  | Domex-Weinmann       | 5h 05' 55" |
| 2 | Andreas Kappes      | Toshiba              | m. t.      |
| 3 | Christophe Lavainne | Super U-Raleigh-Fiat | m. t.      |

### 7. ª etapa, 1.ª sector
12-03-1989. Mandelieu-la-Napoule-Nice, 101 km.
|   | Ciclista           | Equipa         | Tempo      |
| - | ------------------ | -------------- | ---------- |
| 1 | Adriano Baffi      | Ariostea       | 2h 31' 46" |
| 2 | Malcolm Elliott    | Teka           | m. t.      |
| 3 | Adrie van der Poel | Domex-Weinmann | m. t.      |

### 7.ª etapa, 2.º sector
12-03-1989. Nice-Col d'Èze, 10 km. CRI
|   | Ciclista        | Equipa    | Tempo   |
| - | --------------- | --------- | ------- |
| 1 | Stephen Roche   | Fagor-MBK | 19' 52" |
| 2 | Miguel Indurain | Reynolds  | + 32"   |
| 3 | Julián Gorospe  | Reynolds  | + 51"   |

## Classificações finais

### Classificação geral
| Pos. | Ciclista              | Equipa                 | Tempo       |
| ---- | --------------------- | ---------------------- | ----------- |
|      | Miguel Indurain       | Reynolds               | 28h 09' 05" |
| 2    | Stephen Roche         | Fagor-MBK              | + 13"       |
| 3    | Marc Madiot           | Toshiba                | + 1' 33"    |
| 4    | Peter Winnen          | Panasonic-Isostar      | + 1' 56"    |
| 5    | Gérard Rué            | Super U-Raleigh-Fiat   | + 2' 25"    |
| 6    | Jean-Claude Colotti   | R.M.O.                 | + 2' 26"    |
| 7    | Giuseppe Petito       | Ariostea               | m. t.       |
| 8    | Eric Caritoux         | R.M.O.                 | + 2' 35"    |
| 9    | Luc Roosen            | Histor-Sigma           | + 2' 55"    |
| 10   | Martín Alonso Ramírez | Café da Colômbia-Mavic | + 3' 02"    |